# Namunaria
Namunaria is een geslacht van kevers uit de familie somberkevers (Zopheridae).

## Soorten
Deze lijst is mogelijk niet compleet.
- N. chinensis
- N. echinata
- N. guttulatus
- N. mammillaris
- N. mexicana
- N. pacificus